# Trouble in Paradise (album de La Roux)
Pour les articles homonymes, voir Trouble in Paradise.
Albums de La Roux
La Roux
(2009)
Singles
1. Uptight Downtown
Sortie : 28 mai 2014

Trouble in Paradise est le deuxième album de la britannique Elly Jackson, alias La Roux,enregistré en studio et paru le 18 juillet 2014. La Roux était à l'origine un groupe formé d'Elly Jackson et de Ben Langmaid, mais ce dernier a quitté le groupe début 2012, laissant Elly Jackson terminer seule Trouble in Paradise, dont l'enregistrement avait commencé en 2010.

## Genèse
Lors d'une interview à la BBC Radio 6 Music le 27 novembre 2009, Elly Jackson annonce que Ben Langmaid et elle ont l'intention de commencer à écrire de nouvelles chansons pour leur second album, lors des vacances de Noël, à la maison de leur manager, en France. Le premier titre enregistré est The Feeling, en 2010, et l'enregistrement continue en 2011. Au début de 2012, à la suite de désaccords artistiques, Ben Langmaid quitte La Roux, et Elly Jackson travaille alors seule sur l'album, qui est terminé en 2014.

## Liste des titres
1. Uptight Downtown – 4:22
2. Kiss and Not Tell – 3:53
3. Cruel Sexuality – 4:15
4. Paradise Is You – 5:11
5. Sexotheque – 4:18
6. Tropical Chancer – 3:31
7. Silent Partner – 7:01
8. Let Me Down Gently – 5:30
9. The Feeling – 4:06